# Her Liquid Arms
Her Liquid Arms — другий повноформатний студійний альбом проекту Diorama, випущений в 2001 році лейблом Accession Records. Альбом відносять до напрямку дарквейв або синті-поп

## Список пісень
1. Her Liquid Arms — 5:15
2. E Minor — 6:22
3. Advance — 6:07
4. Light — 5:21
5. Times Galore — 5:58
6. Hydro Drugs — 6:05
7. Photo — 6:06
8. Das Meer — 7:00
9. Wingless — 5:53
10. Beamer — 7:38